# Hamilton (Georgia)
Hamilton ist eine City im Harris County im US-Bundesstaat Georgia mit 1016 Einwohnern (Stand: 2010).

## Geographie
Hamilton liegt im Westen des Bundesstaats und grenzt im Norden an die Stadt Pine Mountain. Die nächsten größeren Städte sind Columbus (30 km südlich) sowie Atlanta (120 km nordöstlich).

## Geschichte
Hamilton wurde 1827 gegründet. Die Stadt ist nach Paul Hamilton benannt, der von 1804 bis 1806 Gouverneur von South Carolina war.

## Demographische Daten
Laut der Volkszählung von 2010 verteilten sich die damaligen 1016 Einwohner auf 295 bewohnte Haushalte, was einen Schnitt von 2,78 Personen pro Haushalt ergibt. Insgesamt bestehen 337 Haushalte. 
74,6 % der Haushalte waren Familienhaushalte (bestehend aus verheirateten Paaren mit oder ohne Nachkommen bzw. einem Elternteil mit Nachkomme) mit einer durchschnittlichen Größe von 3,27 Personen. In 47,8 % aller Haushalte lebten Kinder unter 18 Jahren sowie in 15,9 % aller Haushalte Personen mit mindestens 65 Jahren.
30,3 % der Bevölkerung waren jünger als 20 Jahre, 34,1 % waren 20 bis 39 Jahre alt, 26,3 % waren 40 bis 59 Jahre alt und 9,6 % waren mindestens 60 Jahre alt. Das mittlere Alter betrug 32 Jahre. 56,4 % der Bevölkerung waren männlich und 43,6 % weiblich.
65,4 % der Bevölkerung bezeichneten sich als Weiße, 32,7 % als Afroamerikaner, 0,1 % als Indianer und 0,2 % als Asian Americans. 0,3 % gaben die Angehörigkeit zu einer anderen Ethnie und 1,4 % zu mehreren Ethnien an. 2,4 % der Bevölkerung bestand aus Hispanics oder Latinos.
Das durchschnittliche Jahreseinkommen pro Haushalt lag bei 58.036 USD, dabei lebten 7,9 % der Bevölkerung unter der Armutsgrenze.

## Sehenswürdigkeiten
Folgende Objekte in Hamilton sind mit Stand von 2025 im National Register of Historic Places verzeichnet:
- Cason and Virginia Callaway House
- Welcome P. Duke Log House
- Hamilton Baptist Church and Pastorium
- Harris County Courthouse
- Mountain Hill District Consolidated School
- Sunnyside School-Midway Baptist Church and Midway Cemetery Historic District

## Verkehr
Hamilton wird vom U.S. Highway 27 sowie von der Georgia State Route 116 durchquert. Der nächste Flughafen ist der Columbus Metropolitan Airport (rund 30 km südlich).

## Bildung
Hamilton verfügt über drei öffentliche Schulen, die Harris County High School, Park Elementary School und die Harris County Carver Middle School. 

## Persönlichkeiten
Benjamin F. White, einer der einflussreichsten amerikanischen Komponisten christlicher Musik im späten 19. Jahrhundert und Herausgeber des Gesangbuches The Sacred Harp, lebte und arbeitete von 1842 an in Hamilton.